# Кевин спасёт мир. Если получится
«Кевин спасёт мир. Если получится» (англ. Kevin (Probably) Saves the World) — американский комедийно-драматический телесериал с элементами фэнтези, премьера которого состоялась 3 октября 2017 года на телеканал ABC. 10 ноября 2017 года были заказаны три дополнительных эпизода, таким образом полный первый сезон состоит из 16-ти эпизодов.
11 мая 2018 года сериал был закрыт после одного сезона.

## Сюжет
Неудачник Кевин переезжает жить к сестре близняшке Эми и её дочери-подростку Риз. Вскоре он встречается с божественным созданием Иветт, которая утверждает, что Бог возложил на Кевина обязанность по спасению мира, а она должна направлять его на этом задании. Только Кевин может видеть и слышать Иветт, поэтому их диалоги кажутся присутствующим галлюцинациями.

## В ролях
- Джейсон Риттер — Кевин Финн
- Джоанна Гарсиа-Свишер — Эми Кабрера
- Кимберли Герберт Грегори — Иветт
- Индия де Бефорт — Кристин Аллен
- Дж. Огаст Ричардс — Натан Пёрселл
- Хлоя Ист — Риз Кабрера
- Дастин Ябарра — Тайлер Медина

## Производство
Сериал был официально заказан 11 мая 2017 года. После заказа Кристела Алонсо, исполнившая в пилотном эпизоде роль Иветт, была заменена на Кимберли Герберт Грегори. В июле 2017 года сериал сменил название — изначально он назывался «Евангелие от Кевина» (англ. The Gospel of Kevin).

## Отзывы критиков
На сайте-агрегаторе Rotten Tomatoes сериал получил 67% «свежести», что основано на 15-ти рецензиях со средним рейтингом 6,7/10. На Metacritic сериал получил 59 баллов из ста на основе 18-ти «смешанных и средних» отзывов критиков.